# Martin Högström
Martin Högström, född 10 oktober 1969, är en svensk poet och översättare.

### Översättningar
- 2006 – Kluven av Dennis Cooper (ISBN 91-85000-29-9)
- 2012 – Kardia av Claude Royet-Journoud (ISBN 978-91-85905-39-3)
- 2014 – Instängd i vattnet av Jean-Marie Gleize (ISBN 978-91-980777-6-6)
- 2016 – Vad det innebär att vara avantgarde av David Antin (ISBN 978-91-85905-81-2)
- 2020 – Den då av Danielle Collobert (ISBN 978-91-89113-23-7)
- 2023 – Produktionsanteckningar av David Lespiau (ISBN 978-91-987432-2-7)

## Priser och utmärkelser
- 2006 – Katapultpriset för Transfutura
- 2024 – Läsa-skriva-dö-priset